# Cisalpinska republiken
Cisalpinska republiken var en fransk lydstat i norra Italien som varade mellan 1797 och 1802.

## Bildandet
Efter Slaget vid Lodi i maj 1796 försökte Napoleon Bonaparte organisera två stater, en söder om floden Po: Cispadanska republiken och en norr om floden: Transpadanska republiken. Den 19 maj 1797 överförde Napoleon det före detta Hertigdömet Modena och Reggio till den Transpadanska republiken och den 29 juni bildade han Cisalpinska republiken genom att bilda en konstitution. Frankrike delade in republiken i 11 departement: Adda (Lodi), Alpi Apuane (Massa), Crostolo (Reggio), Lario (Como), Montagna (Lecco), Olona (Milano), Panaro (Modena), Po (Cremona), Serio (Bergamo), Ticino (Pavia) och Verbano (Varese).
Resten av den Cispadanska republiken fusionerades i Cisalpinska republiken den 27 juli, med huvudstaden i Milano. Den 22 oktober meddelade Bonaparte unionen med Valtellina, efter dess utträdde ur Schweiz. Österrike erkände den nya sammanslagningen i Freden i Campo Formio, i utbyte mot resterna av den forna Republiken Venedig.

## Författningen
Författningen var bildad efter mönster av den franska direktorialförfattningen. Den verkställande makten innehades av ett direktorium, den lagstiftande av två kamrar, de gamles råd på 80 medlemmar och stora rådet på 160. Republiken hade inga egna trupper men underhöll en fransk armé på 25 000 man och var sedan mars 1798 nära förbunden med Frankrike genom en offensiv och defensiv allians samt ett handelsfördrag. I själva verket var Bonaparte dess oinskränkte härskare. 11 maj 1798 antog staten tricoloren som flagga.

## Den andra republiken
Republiken upplöstes efter andra koalitionens nederlag i april 1799. Landet var ockuperat av Aleksandr Suvorovs rysk-österrikiska armé, som tillsatt en provisorisk administration. De avgick den 30 maj 1800, några dagar innan Napoleon vann Slaget vid Marengo.
Den Cisalpinska republiken restaurerades av Napoleon den 4 juni 1800 då han samt även presenterade en ny författning. Enligt denna innehades den verkställande makten av en governo på 9 medlemmar och den lagstiftande av en consulta på 50. Den 6 juli ogiltigförklarades alla förändringar under den österrikiska ockupationen, och trikoloren återställdes.
Napoleons nya segrar gav honom möjlighet att stabilisera den politiska situationen i hela norra Italien. Den 13 oktober, på grund ut av vägran från den sardiska kungen Karl Emanuel IV av Sardinien att skriva på ett fredsavtal angående Piemonte beordrade Napoleon annektering av Novara, och att flytta sin västra gräns från Ticino till Sesia. Efter att Österrike överlämnat sig och undertecknat Freden i Lunéville den 9 februari 1801, flyttades även den östliga gränsen till floden Adige. Den 13 maj var republiken indelad i 12 departement: Agogna (Novara), Lario återställdes och Adda-e-Oglio avskaffades.
I januari 1802 beslöt Napoleon att ändra namnet på republiken till Republiken Italien, och Bonaparte valdes 26 januari till dess president, medan hertig Francesco Melzi d’Eril under hans frånvaro förestod regeringen som republikens vicepresident. Landet indelades i 13 departement och styrdes fullkomligt efter franskt mönster.
På Napoleons föranstaltande begärde italienarna 1805 republikens omdaning till monarki, en deputation erbjöd honom dess krona, och 17 mars samma år skapades Kungariket Italien, varefter Napoleon 26 maj i Milano krönte sig till kung. Hans styvson Eugene de Beauharnais utsågs 7 juni samma år till det nya rikets vicekonung och förvaltade det, inte utan framgång och förtjänst, till 1814, vid Napoleons nederlag och tronavsägelse.

## Galleri

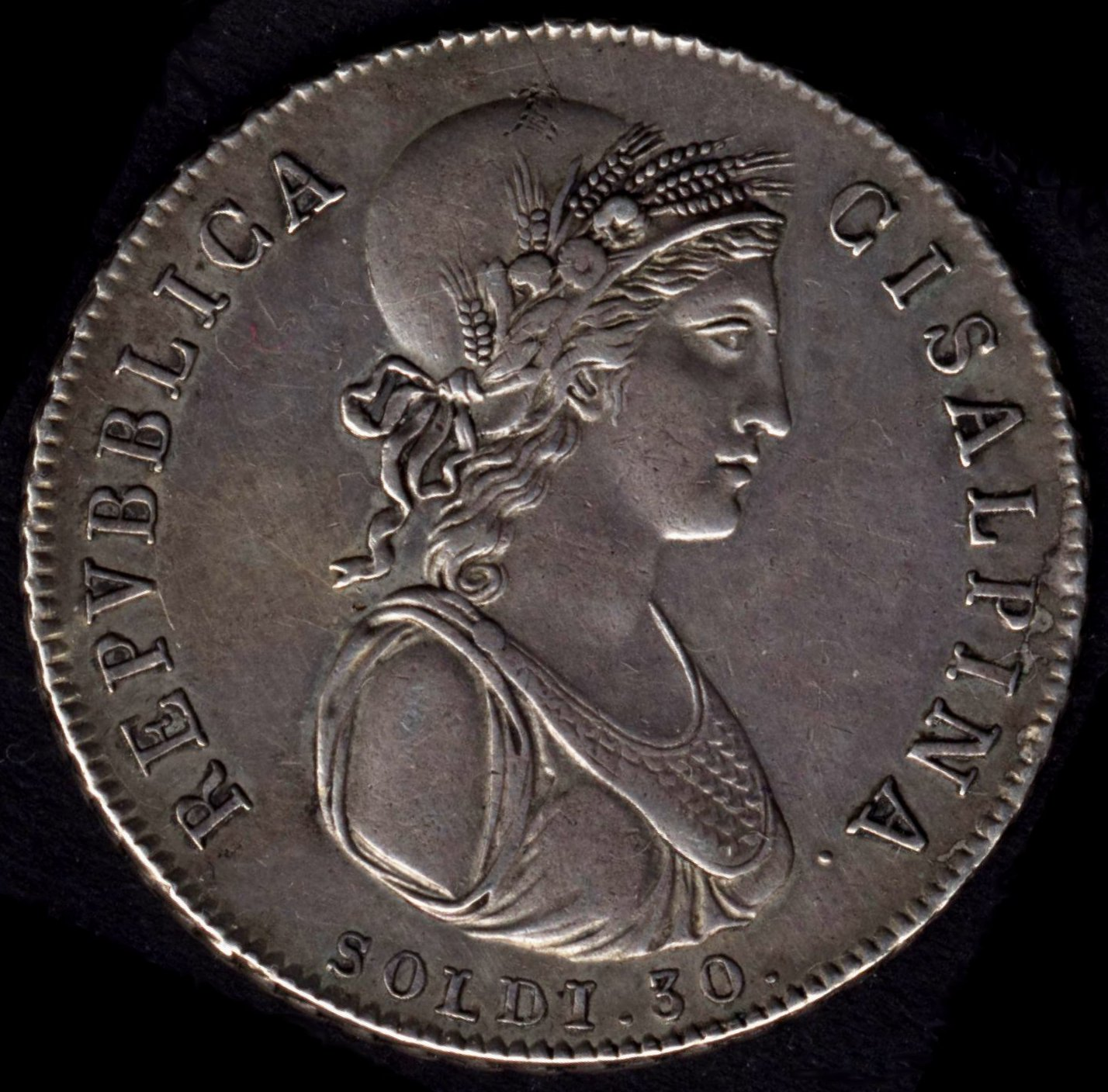
30 soldi-mynt från cisalpinska republiken, 1801
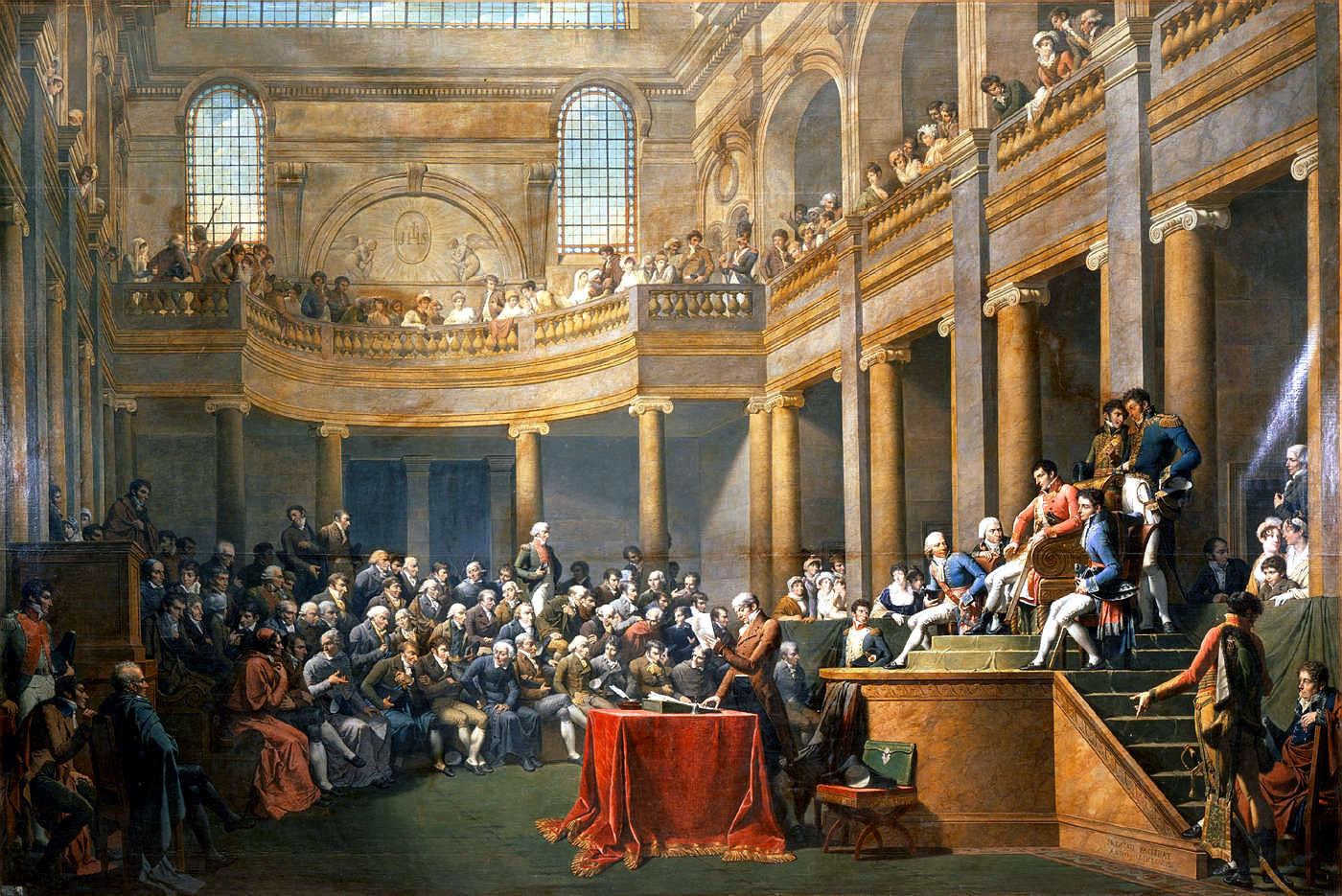
Consulta di République cisalpine utser Napoleon den 26 januari 1802 till president i Italienska republiken. Målning av Nicolas-André Monsiau, 1806–08